# Johann Georg Crocius

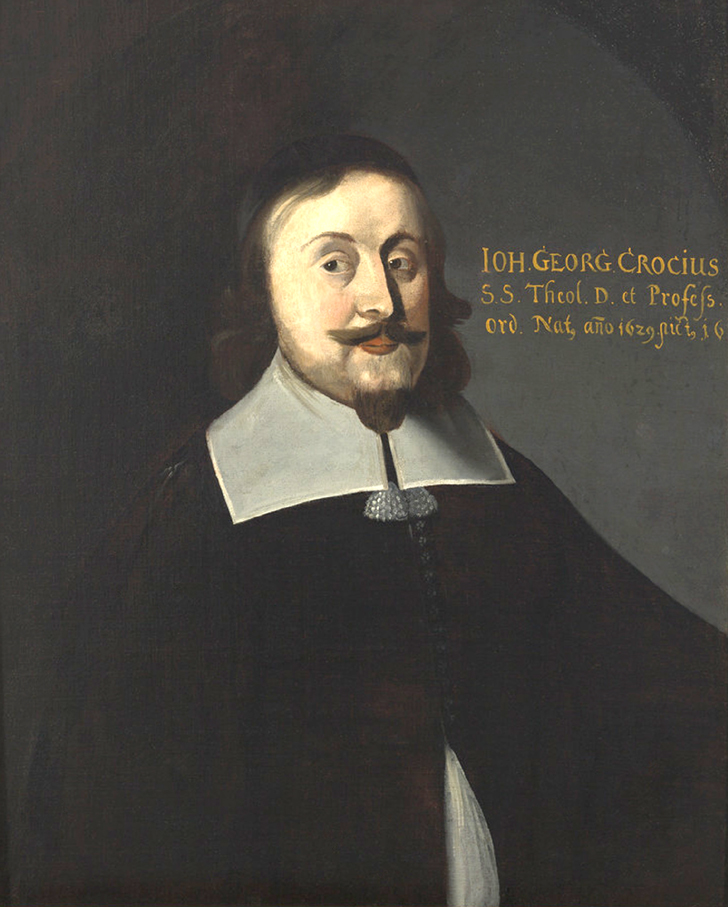
Johann Georg Crocius

Johann Georg Crocius (* 26. Januar 1629 in Kassel; † 13. Juli 1674 in Marburg) war ein deutscher reformierter Theologe.

## Leben
Johann Georg wurde als Sohn des Theologen Johannes Crocius und dessen zweiter Frau Catharina Stallhaus († 29. Januar 1632 in Marburg), die Tochter des Kassler Kammerrats Johannes Stallhaus, geboren. Unter der Leitung seines Vaters absolvierte er in Kassel seine erste Ausbildung. Anschließend besuchte er zwei Jahre lang das Gymnasium in Bremen unter Balthasar Will (1606–1656), Gerhard Hanewinkel (1583–1669) und Heinrich Wagenfeld (1612–1689). Nach Kassel zurückgekehrt frequentierte er die dortige Universität, unter Sebastian Curtius und Gregorius Stannarius.
Am 23. April 1649 immatrikulierte er sich an der Universität Groningen, wo er zwei Jahre lang die Vorlesungen von Matthias Pasor, Samuel Maresius, Abdias Widmar (1591–1668) und Johannes Martinus (1603–1665) besuchte. Am 21. Juni 1651 wechselte er an die Universität Leiden, wo er seine Ausbildung bei den Theologen Johannes Coccejus und Abraham Heidanus fortsetzte.
Nachdem er auch England bereist hatte, gelangte er über die Universität Heidelberg und Universität Straßburg an die Universität Basel. In Basel promovierte er am 24. Juni 1656 zum Doktor der Theologie und wurde am 16. Oktober 1657 außerordentlicher Professor der Theologie an der Universität Marburg. 1661 stieg er in die vierte ordentliche Professur der Theologie auf und am 18. März 1670 in die dritte ordentlicher Professur. Zudem beteiligte er sich an den organisatorischen Aufgaben der Marburger Hochschule. So war er 1667, 1670, sowie 1673 Dekan der theologischen Fakultät und 1673 Rektor der Alma Mater.

## Familie
Crocius verheiratete sich am 19. November 1657 mit Amalie Elisabeth Horn, die Tochter des Kassler Kriegskommissars Johann Wilhelm Horn. Seine Witwe heiratete nach seinem Tod am 7. Februar 1678 den Advokaten Lic. jur. Johann Caspar Hallovil. Aus der Ehe stammen Kinder. Von diesen kennt man:
1. Tochter Elisabeth Crocius (* 1659; † 29. Mai 1724 in Homberg) ⚭ 11. August 1674 mit dem Arzt und Bürgermeister in Homberg Dr. med. Johann Valentin Schade (* 23. Februar 1652 in Homberg; † Januar 1704 ebenda)
2. Tochter Anna Catharina Crocius (~ 3. April 1661 in Marburg)
3. Sohn Johann Christian Crocius (* ± 1663) 27. März 1672 Gymnasium Marburg, 1678 Uni. Marburg,
4. Sohn Johann Heinrich Crocius (~ 29. November 1664 in Marburg)

## Werke (Auswahl)
- Disp. de natura, objecto et necessitate Logices. Bremen, 1644
- Disp. de elementis in genere et in specie. Kassel, 1647
- Disp. I de animae rationalis ortu. Kassel, 1648
- Disp. II de animae rationalis ortu. Kassel, 1649
- Disp. de Judaeis. Groningen, 1650
- Disp. de angelis bonis et malis. Leiden, 1651
- Disp. de statu exaltationis Christi. Leiden, 1652
- Disputatio Theologica Inauguralis, De Iudicio Discretivo Circa Controversias Religionis Christianae. Basel, 1656, (Digitalisat)
- Disp. de Baptismo. Marburg, 1656
- Disp. de Christi persona. Marburg, 1657
- Disp. de norma et judice controversarium. Marburg, 1660
- Disp. de Sanctis. Marburg, 1662
- Disp. de communione sub utraque. Marburg, 1663
- Disp. de conjugo ministrorum ecclesiae. Marburg, 1663
- Disp. de jejunio. Marburg, 1663
- Disp. Johannes Crocii quaestiones posthumae ad. Jo. VI. 1–15.